# Ramanujganj
Ramanujganj is een nagar panchayat (plaats) in het district Balrampur van de Indiase staat Chhattisgarh. 

## Demografie
Volgens de Indiase volkstelling van 2001 wonen er 9.854 mensen in Ramanujganj, waarvan 52% mannelijk en 48% vrouwelijk is. De plaats heeft een alfabetiseringsgraad van 65%. 